# Juan Manuel Bellón López
Juan Manuel Bellón (Valencia, 8 maggio 1950) è uno scacchista spagnolo.
Ha ottenuto il titolo di Grande Maestro nel 1978. 
Ha vinto cinque volte il Campionato spagnolo (1969, 1971, 1974, 1977, 1982). 
Dal 1970 al 1992 ha partecipato con la nazionale spagnola a 11 olimpiadi degli scacchi, vincendo una medaglia di bronzo individuale nel 1978.
Tra i principali risultati di torneo: 
- 1969 –  =2° con Alexander Beliavsky nel campionato europeo juniores
- 1975 –  vince il torneo della Costa del Sol (ripetuto nel 1978)
- 1978 –  =2° nel torneo di Montilla-Moreles, vinto da Boris Spassky
- 1979 –  vince il torneo di Alicante
- 1981 –  vince il torneo di Barcellona
- 1985 –  =2° nel Capablanca Memorial di L'Avana.

È sposato con il Grande maestro svedese Pia Cramling; la loro figlia Anna Cramling Bellon (nata nel 2002) è un Maestro FIDE Femminile.